# 장우혁
장우혁(張祐赫, 1978년 5월 8일 ~ )은 대한민국 보이 그룹 H.O.T.의 멤버이다. H.O.T.의 멤버로 활동하다가, jtL을 거쳐 현재는 1인 소속사인 WH CREATIVE로 독자적인 활동을 하고 있다.

## 학력
- 금오초등학교 (졸업)
- 형곡중학교 (졸업)
- 현일고등학교 (졸업)
- 백제예술대학교 (전통예술과 97 / 전문학사)
- 경기대학교 (다중매체영상학 / 학사)
- 세종대학교 (체육학 / 석사과정 수료)

## 활동
장우혁은 1990년대를 풍미했던 최고의 그룹 H.O.T.의 멤버로써 활동하다가, 해체 이후 jtL을 거쳐 2005년 솔로 가수로 전향했다. 솔로 1집 《No More Drama》을 통해 지지 않는 태양, Flip Reverse, Red Sun 등을 발표했다. 현재는 2018~2019년 H.O.T.재결합을 계기로 솔로 싱글들을 발표하였다. 
2022년 연습생과 직원들이 장우혁의 갑질, 폭행을 폭로하였다. 이에 장우혁은 자신에 대해 폭로한 직원들을 허위사실 유포에 의한 명예훼손 및 업무방해 혐의로 고소하였으나 피소당한 직원들은 2024년 최종적으로 경찰에서 무혐의 처리되었다. 이 과정에서 다른 직원들까지 장우혁에 관한 폭로 내용이 사실이라는 내용의 사실확인서를 경찰에 제출한 것으로 알려졌다. 사건 이후에도 장우혁은 초동 판매량이 불과 1100장 이었지만 싱글 앨범을 발표하고 200~300명 규모의 팬콘서트를 이어가며 방송 외에서 활동을 하고 있다.

## 가족
아버지랑 할아버지가 북한 사람이다.

## 앨범
H.O.T., jtL 때의 앨범은 해당 페이지 참고.
- 1집 《No More Drama》(2005년)
- 2집 《My Way》(2006년)
- Mini 1집 《I Am The Future》(2011년)
- Mini 2집 《Back To The Memories》(2011년)

O.S.T
- 신이라 불리운 사나이 OST Part.1 (2010년) - Rain Man (Feat. 강현정 of 버블시스터즈)

## 방송

### TV
- 1997년 SBS 《기쁜 우리 토요일》
- 2000년 KBS2 《TV는 사랑을 싣고》
- 2005년 MBC 《공감토크쇼 놀러와》
- 2011년 MBC 《세바퀴》
- 2011년 KBS2 《해피투게더》
- 2011년 SBS 《강심장》
- 2011년 KBS2 《시크릿》
- 2011년 KBS2 《대국민 토크쇼 안녕하세요》
- 2011년 MBC 《황금어장 라디오스타》
- 2012년 MBC 《신동엽의 게스트하우스》
- 2012년 MBC 《승부의 신》
- 2012년 tvN 《SNL 코리아 시즌3》
- 2012년 KBS2 《1박 2일》
- 2012년 MBC 《반지의 제왕》
- 2012년 K-STAR 《쇼 아시아의 별》
- 2013년 tvN 《스타특강쇼》
- 2013년 MBC 에브리원 《난생처음 여행단》
- 2014년 KBS2 《로드 킹》
- 2014년 SBS 《설날특집 주먹쥐고 소림사》
- 2015년 MBC 뮤직 《슈퍼아이돌 시즌1》
- 2016년 MBC 《나 혼자 산다》
- 2016년 JTBC 《걸스피릿》
- 2016년 KBS2 《슈퍼맨이 돌아왔다》
- 2016년 MBC 《미스터리 음악쇼 복면가왕》
- 2016년 MBN 《아재목장》
- 2018년 JTBC 《한끼줍쇼》
- 2019년 TV조선 《연애의 맛》

### 드라마
- 1997년 MBC 일일시트콤 《남자 셋 여자 셋》 - 1997년 8월 문화대학교 축제 초대 가수 역
- 1998년 SBS 일일시트콤 《순풍산부인과》 (특별출연)
- 2012년 중국 소후닷컴 웹드라마 《시크릿 엔젤》 - 환 역
- 2014년 중국 장시위성TV 《천금보모》 - 안강 역
- 2016년 tvN 월화드라마 《혼술남녀》

### 라디오
- KBS 쿨FM 《미스터 라디오》- 게스트, 2023.10.19

## 수상
- 2005년 : 대한민국 영상대전 포토제닉상
- 2005년 : 제20회 골든디스크상 인기가수상
- 2010년 : 중국 중국중앙방송 풍운음악 CCTV 풍운대상

### 가요 프로그램 1위
| 연도            | 수상 내역 (총 1회)                                     |
| --------------- | ------------------------------------------------------ |
| 2006년 (총 1회) | - 폭풍속으로 (총 1회) - 12월 24일 SBS 《인기가요》 1위 |

## 경력
- 1996년 ~ 2001년 05월 : 그룹 H.O.T. 멤버
- 2000년 ~ : 한국마약퇴치운동본부 마약퇴치 홍보대사
- 2001년 12월 ~ 2004년 7월 : 그룹 JTL 멤버
- 2005년 11월 : 2006 S/S 서울컬렉션 미치코 코시노 패션쇼 메인모델
- 2006년 2월 : 서울대어린이병원후원회 블루캠페인 수호천사